# Форт Јукон (Аљаска)
Форт Јукон (енгл. Fort Yukon) град је у америчкој савезној држави Аљаска.

## Демографија
По попису из 2010. године број становника је 583, што је 12 (-2,0%) становника мање него 2000. године.
| Група                 | 2000.       | 2010.       |
| Амерички староседеоци | 512 (86,1%) | 520 (89,2%) |
| Белци                 | 63 (10,6%)  | 43 (7,4%)   |
| Афроамериканци        | 1 (0,2%)    | 3 (0,5%)    |
| Азијати               | 1 (0,2%)    | 1 (0,2%)    |
| Хиспаноамериканци     | 8 (1,3%)    | 2 (0,3%)    |
| Укупно                | 595         | 583         |